# Chiesa di Santa Maria della Neve al Portico
La chiesa di Santa Maria della Neve al Portico, con annesso convento, è un luogo di culto cattolico che si trova in via del Podestà 86 a Firenze.

## Storia e descrizione

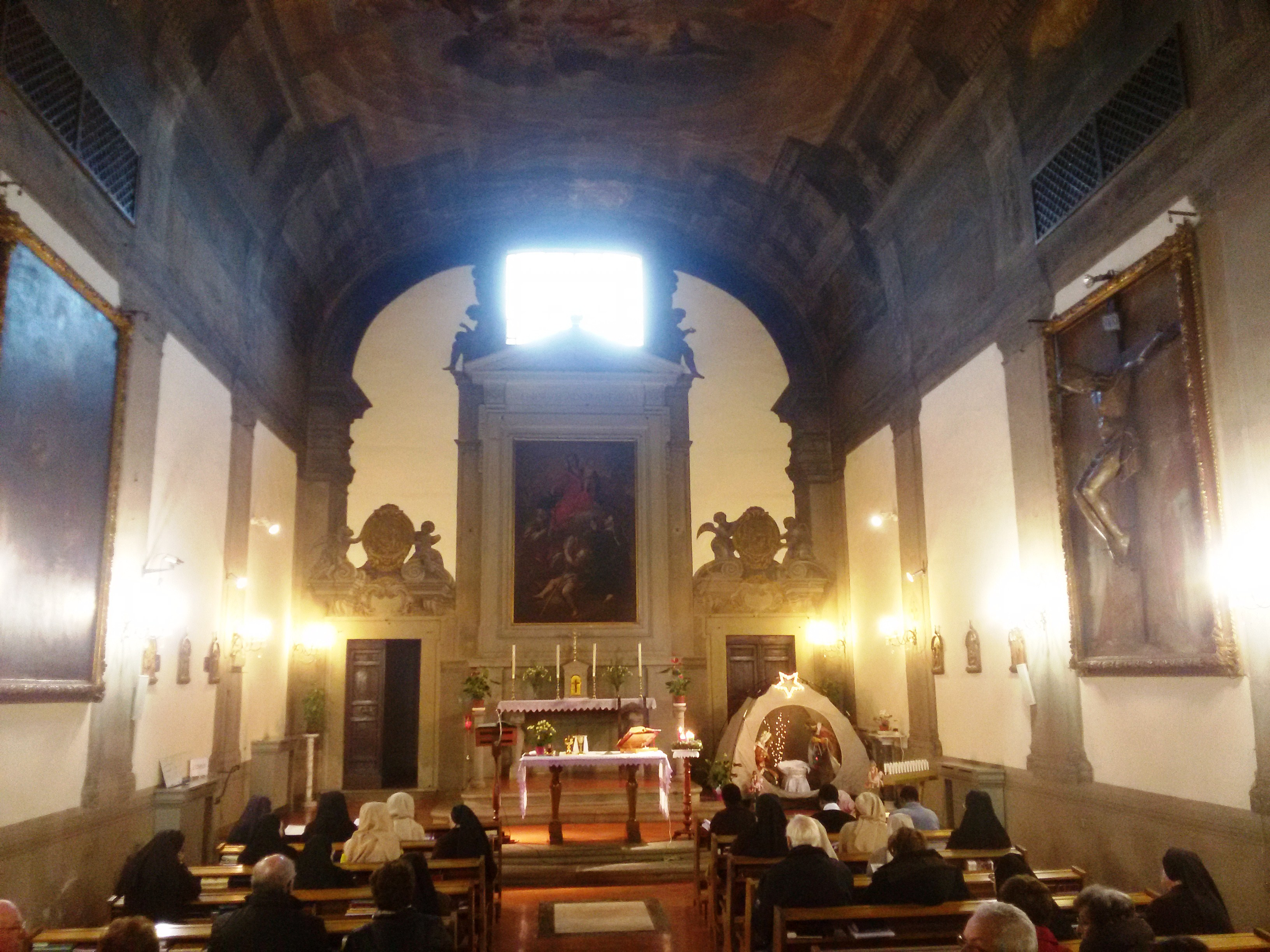
L'interno

Sulla vecchia via Romana, oggi via del Podestà, sorse nel 1340 un monastero di Agostiniane intitolato a Santa Maria della Disciplina. Abbandonato al tempo dell'assedio del 1529, venne denominato Santa Maria della Neve nel 1705 ed in seguito alle soppressioni degli ordini religiosi divenne conservatorio per le fanciulle del popolo. Dal 1852 vi ha sede la casa madre delle Suore Stimmatine.
La chiesa fu edificata nel per essere poi ristrutturata alla fine del Seicento. Sulla parete destra è conservato un Crocifisso ligneo della metà del Trecento. L'altare maggiore presenta un quadro di Pier Dandini raffigurante la Vergine fra Sant'Agostino e Santa Monica, mentre la volta è affrescata con la Gloria di Sant'Agostino di Antonio Domenico Bamberini.
Negli ambienti conventuali si trovano tre affreschi di Maso da San Friano: una è una malridotta Pietà sopra il portone esterno della portineria il cui schema compositivo si ispira alla Pietà di Luco di Andrea del Sarto, probabilmente dell'inizio degli anni sessanta. Gli altri due sono documentati come opere del pittore, poiché commissionatigli da suor Ippolita Rucellai ed eseguiti nel 1563: si tratta di una Samaritana al Pozzo e di un Sant'Agostino in trono, anch'essi di cultura sartesca.